# Pontyformák
A pontyformák (Cyprininae) a sugarasúszójú halak (Actinopterygii) osztályának pontyalakúak (Cypriniformes) rendjébe, ezen belül a pontyfélék (Cyprinidae) családjába tartozó alcsalád.

## Cyprinininemzetség
Cyprini (subtribus)
- Cyprinus (Linnaeus, 1758)
- Carassius (Nilsson, 1832)

Tores (subtribus)
- Neolissochilus (Rainboth, 1985)
  - Neolissochilus hexastichus (McClelland, 1839)
  - Neolissochilus hexagonolepis (McClelland, 1839)
  - Neolissochilus spinulosus (McClelland, 1845)
  - Neolissochilus stevensonii (Day, 1870)
  - Neolissochilus blythii (Day, 1870)
  - Neolissochilus innominatus (Day, 1870)
  - Neolissochilus compressus (Day, 1870)
  - Neolissochilus stracheyi (Day, 1871)
  - Neolissochilus dukai (Day, 1878)
  - Neolissochilus nigrovittatus (Boulenger, 1893)
  - Neolissochilus soroides (Duncker, 1904)
  - Neolissochilus longipinnis (Weber & de Beaufort, 1916)
  - Neolissochilus sumatranus (Weber & de Beaufort, 1916)
  - Neolissochilus thienemanni (Ahl, 1933)
  - Neolissochilus benasi (Pellegrin & Chevey, 1936)
  - Neolissochilus theinemanni (Ahl, 1933)
  - Neolissochilus tweediei (Myers, 1937)
  - Neolissochilus hendersoni (Herre, 1940)
  - Neolissochilus blanci (Pellegrin & Fang, 1940)
  - Neolissochilus paucisquamatus (Smith, 1945)
  - Neolissochilus vittatus (Smith, 1945)
  - Neolissochilus heterostomus (Chen & Yang, 1999)
  - Neolissochilus baoshanensis (Chen & Yang, 1999)
  - Neolissochilus subterraneus (Vidthayanon & Kottelat, 2003)
- Naziritor (Mirza & Javed, 1985)
  - Naziritor zhobensis (Mizra, 1967)
- Tor (Gray, 1833)
  - Tor tor (Hamilton, 1822)
  - Tor putitora (Hamilton, 1822)
  - Tor macrolepis (Heckel, 1838)
  - Tor progeneius (McClelland, 1839)
  - Tor mussullah (Sykes, 1839)
  - Tor khudree (Sykes, 1839)
  - Tor douronensis (Valenciennes, 1842)
  - Tor soro (Valenciennes, 1842)
  - Tor tambra (Valenciennes, 1842)
  - Tor tambroides (Bleeker, 1854)
  - Tor brevifilis (Peters, 1881)
  - Tor sinensis (Wu, 1977)
  - Tor qiaojiensis (Wu, 1977)
  - Tor yunnanensis (Wang, Zhuang & Gao, 1982)
  - Tor hemispinus (Chen & Chu, 1985)
  - Tor kulkarnii (Menon, 1992)
  - Tor polylepis (Zhou & Cui, 1996)
  - Tor laterivittatus (Zhou & Cui, 1996)
  - Tor ater (Roberts, 1999)
  - Tor barakae (Arunkumar & Basudha, 2003)
  - Tor yingjiangensis (Chen & Yang, 2004)

## Catliniklád (tribus)
- Catlocarpio (Boulenger, 1898)
  - Catlocarpio siamensis (Boulenger, 1898)
- Thynnichthys (Bleeker, 1860)
  - Thynnichthys sandkhol (Sykes, 1839)
  - Thynnichthys thynnoides (Bleeker, 1852)
  - Thynnichthys polylepis (Bleeker, 1860)
  - Thynnichthys cochinensis (Günther, 1876)
  - Thynnichthys vaillanti (Weber & de Beaufort, 1916)

## Semiplotiniklád (tribus)
- Semiplotus (Bleeker, 1860)
  - Semiplotus modestus (Day, 1870)
  - Semiplotus cirrhosus (Chaudhuri, 1919)
  - Semiplotus gangului (Dey, 1975)
  - Semiplotus manipurensis (Vishwanath & Kosygin, 2000)

## Systominiklád (tribus)
Osteobramae (subtribus)
- Osteobrama (Heckel, 1843)
- Albulichthys (Bleeker, 1860)
  - Albulichthys albuloides (Bleeker, 1855)
- Balantiocheilos (Bleeker, 1860)
- Amblyrhynchichthys (Bleeker, 1860)
  - Amblyrhynchichthys truncatus (Bleeker, 1851)
  - Amblyrhynchichthys micracanthus (Ng & Kottelat, 2004)
- Cosmochilus (Sauvage, 1878)
  - Cosmochilus harmandi (Sauvage, 1878)
  - Cosmochilus falcifer (Regan, 1906)
  - Cosmochilus cardinalis (Chu & Roberts, 1985)
  - Cosmochilus nanlaensis (Chen, He & He, 1992)
- Cyclocheilichthys (Bleeker, 1859)
  - Cyclocheilichthys apogon (Valenciennes, 1842)
  - Cyclocheilichthys armatus (Valenciennes, 1842)
  - Cyclocheilichthys enoplus (Bleeker, 1850)
  - Cyclocheilichthys heteronema (Bleeker, 1853)
  - Cyclocheilichthys janthochir (Bleeker, 1853)
  - Cyclocheilichthys repasson (Bleeker, 1853)
  - Cyclocheilichthys sinensis (Bleeker, 1879)
  - Cyclocheilichthys coolidgei (Smith, 1945)
  - Cyclocheilichthys lagleri (Sontirat, 1989)
  - Cyclocheilichthys furcatus (Sontirat, 1989)
  - Cyclocheilichthys schoppeae (Cervancia & Kottelat, 2007)
- Discherodontus (Rainboth, 1989)
  - Discherodontus halei (Duncker, 1904)
  - Discherodontus ashmeadi (Fowler, 1937)
  - Discherodontus schroederi (Smith, 1945)
  - Discherodontus parvus (Wu & Lin, 1977)
- Mystacoleucus (Günther, 1868)
  - Mystacoleucus marginatus (Valenciennes, 1842)
  - Mystacoleucus padangensis (Bleeker, 1852)
  - Mystacoleucus argenteus (Day, 1888)
  - Mystacoleucus chilopterus (Fowler, 1935)
  - Mystacoleucus atridorsalis (Fowler, 1937)
  - Mystacoleucus greenwayi (Pellegrin & Fang, 1940)
  - Mystacoleucus lepturus (Huang, 1979)
  - Mystacoleucus ectypus (Kottelat, 2000)
- Puntioplites (Smith, 1929)
  - Puntioplites bulu (Bleeker, 1851)
  - Puntioplites waandersi (Bleeker, 1859)
  - Puntioplites proctozystron (Bleeker, 1865)
  - Puntioplites falcifer (Smith, 1929)
- Sikukia (Smith, 1931)
  - Sikukia stejnegeri (Smith, 1931)
  - Sikukia gudgeri (Smith, 1934)
  - Sikukia flavicaudata (Chu & Chen, 1987)
  - Sikukia longibarbata (Li, Chen, Yang & Chen, 1998)

Semilploti (subtribus)
- Barbodes (Bleeker, 1859)
- Hypsibarbus (Rainboth, 1996)
  - Hypsibarbus pierrei (Sauvage, 1880)
  - Hypsibarbus vernayi (Norman, 1925)
  - Hypsibarbus wetmorei (Smith, 1931)
  - Hypsibarbus annamensis (Pellegrin & Chevey, 1936)
  - Hypsibarbus macrosquamatus (Mai, 1979)
  - Hypsibarbus suvattii (Rainboth, 1996)
  - Hypsibarbus salweenensis (Rainboth, 1996)
  - Hypsibarbus lagleri (Rainboth, 1996)
- Onychostoma (Günther, 1898)
  - Onychostoma simum (Sauvage & Dabry de Thiersant, 1874)
  - Onychostoma gerlachi (Peters, 1881)
  - Onychostoma laticeps (Günther, 1896)
  - Onychostoma lepturus (Boulenger, 1900)
  - Onychostoma lepturum (Boulenger, 1900)
  - Onychostoma alticorpus (Oshima, 1920)
  - Onychostoma barbata (Lin, 1931)
  - Onychostoma rara (Lin, 1933)
  - Onychostoma elongatum (Pellegrin & Chevey, 1934)
  - Onychostoma ovale (Pellegrin & Chevey, 1936)
  - Onychostoma lini (Wu, 1939)
  - Onychostoma angustistomata (Fang, 1940)
  - Onychostoma brevis (Wu & Chen, 1977)
  - Onychostoma uniforme (Mai, 1978)
  - Onychostoma daduensis (Ding, 1994)
  - Onychostoma meridionale (Kottelat, 1998)
  - Onychostoma fusiforme (Kottelat, 1998)
  - Onychostoma fangi (Kottelat, 2000)
- Scaphiodonichthys (Vinciguerra, 1890)
  - Scaphiodonichthys burmanicus (Vinciguerra, 1890)
  - Scaphiodonichthys acanthopterus (Fowler, 1934)
  - Scaphiodonichthys macracanthus (Pellegrin & Chevey, 1936)
- Scaphognathops (Smith, 1945)
  - Scaphognathops stejnegeri (Smith, 1931)
  - Scaphognathops bandanensis (Boonyaratpalin & Srirungroj, 1971)
  - Scaphognathops theunensis (Kottelat, 1998)

Systomi (subtribus)
- Hampala (Bleeker, 1860)
  - Hampala macrolepidota (van Hasselt, 1823)
  - Hampala ampalong (Bleeker, 1852)
  - Hampala bimaculata (Popta, 1905)
  - Hampala lopezi (Herre, 1924)
  - Hampala dispar (Smith, 1934)
  - Hampala sabana (Inger & Chin, 1962)
  - Hampala salweenensis (Doi & Taki, 1994)
- Puntius (Hamilton, 1822)

Poropintii (subtribus)
- Poropuntius (Smith, 1931)
- Chagunius (Smith, 1938)
  - Chagunius chagunio (Hamilton, 1822)
  - Chagunius nicholsi (Myers, 1924)
  - Chagunius baileyi (Rainboth, 1986)

## Tribusokba nem sorolt nemek
- Barbonymus (Kottelat, 1999)
- † Evarra (Woolman, 1895)
  - † Evarra eigenmanni (Woolman, 1895) [IUCN - Regionally extinct 1996]
  - † Evarra tlahuacensis (Meek, 1902) [IUCN - Regionally extinct 1996]
  - † Evarra bustamantei (Navarro, 1955) [IUCN - extinct 1996]
- Acrossocheilus (Oshima, 1919)
  - Acrossocheilus paradoxus (Günther, 1868)
  - Acrossocheilus monticola (Günther, 1888)
  - Acrossocheilus fasciatus (Steindachner, 1892)
  - Acrossocheilus yunnanensis (Regan, 1904)
  - Acrossocheilus labiatus (Regan, 1908)
  - Acrossocheilus kreyenbergii (Regan, 1908)
  - Acrossocheilus formosanus (Regan, 1908)
  - Acrossocheilus hemispinus (Nichols, 1925)
  - Acrossocheilus iridescens (Nichols & Pope, 1927)
  - Acrossocheilus rendahli (Lin, 1931)
  - Acrossocheilus parallens (Nichols, 1931)
  - Acrossocheilus clivosius (Lin, 1935)
  - Acrossocheilus wenchowensis (Wang, 1935)
  - Acrossocheilus longipinnis (Wu, 1939)
  - Acrossocheilus lamus (Mai, 1978)
  - Acrossocheilus stenotaeniatus (Chu & Cui & Chen, 1989)
  - Acrossocheilus jishouensis (Zhao, Chen & Li, 1997)
  - Acrossocheilus beijiangensis (Wu & Lin, 1977)
  - Acrossocheilus aluoiensis (Nguyen, 1997)
  - Acrossocheilus xamensis (Kottelat, 2000)
  - Acrossocheilus macrophthalmus (Nguyen, 2001)
  - Acrossocheilus yalyensis (Nguyen, 2001)
  - Acrossocheilus baolacensis (Nguyen, 2001)
  - Acrossocheilus malacopterus (Zhang, 2005)
  - Acrossocheilus spinifer (Yuan, Wu & Zhang, 2006)
- Acapoeta (Cockerell, 1910)
  - Acapoeta tanganicae (Boulenger, 1900)
- Labeobarbus (Rüppell, 1835)
  - Labeobarbus aeneus (Burchell, 1822)
  - Labeobarbus surkis (Rüppell, 1835)
  - Labeobarbus intermedius (Rüppell, 1835)
  - Labeobarbus gorguari (Rüppell, 1835)
  - Labeobarbus nedgia (Rüppell, 1836)
  - Labeobarbus capensis (Smith, 1841)
  - Labeobarbus marequensis (Smith, 1841)
  - Labeobarbus natalensis (Castelnau, 1861)
  - Labeobarbus johnstonii (Boulenger, 1907)
  - Labeobarbus polylepis (Boulenger, 1907)
  - Labeobarbus brevicauda (Keilhack, 1908)
  - Labeobarbus codringtonii (Boulenger, 1908)
  - Labeobarbus litamba (Keilhack, 1908)
  - Labeobarbus kimberleyensis (Gilchrist & Thompson, 1913)
  - Labeobarbus macrophtalmus (Bini, 1940)
  - Labeobarbus gorgorensis (Bini, 1940)
  - Labeobarbus dainellii (Bini, 1940)
  - Labeobarbus acutirostris (Bini, 1940)
  - Labeobarbus crassibarbis (Nagelkerke & Sibbing, 1997)
  - Labeobarbus longissimus (Nagelkerke & Sibbing, 1997)
  - Labeobarbus megastoma (Nagelkerke & Sibbing, 1997)
  - Labeobarbus platydorsus (Nagelkerke & Sibbing, 1997)
  - Labeobarbus truttiformis (Nagelkerke & Sibbing, 1997)
  - Labeobarbus tsanensis (Nagelkerke & Sibbing, 1997)
  - Labeobarbus brevicephalus (Nagelkerke & Sibbing, 1997)
- Gymnodiptychus (Herzenstein, 1892)
  - Gymnodiptychus dybowskii (Kessler, 1874)
  - Gymnodiptychus pachycheilus (Herzenstein, 1892)
  - Gymnodiptychus integrigymnatus (Huang, 1981)
- Gymnostomus (Heckel, 1843)
  - Gymnostomus horai (Banarescu, 1986)
- Hainania (Koller, 1927)
  - Hainania serrata (Koller, 1927)
- Horalabiosa (Silas, 1954)
  - Horalabiosa joshuai (Silas, 1954)
  - Horalabiosa palaniensis (Rema Devi & Menon, 1994)
  - Horalabiosa arunachalami (Johnson & Soranam, 2001)
- Coreoleuciscus (Mori, 1935)
  - Coreoleuciscus splendidus (Mori, 1935)
- Cultrichthys (Smith, 1938)
  - Cultrichthys compressocorpus (Yih & Chu, 1959)
- Coptostomabarbus (David & Poll, 1937)
  - Coptostomabarbus wittei (David & Poll, 1937)
  - Coptostomabarbus bellcrossi (Poll, 1969)
- Horadandia (Deraniyagala, 1943)
  - Horadandia atukorali (Deraniyagala, 1943)
- Hemigrammocapoeta (Pellegrin, 1927)
  - Hemigrammocapoeta nana (Heckel, 1843)
  - Hemigrammocapoeta elegans (Günther, 1868)
  - Hemigrammocapoeta kemali (Hankó, 1924)
  - Hemigrammocapoeta culiciphaga (Pellegrin, 1927)
- Cyprinion (Heckel, 1843)
  - Cyprinion semiplotum (McClelland, 1839)
  - Cyprinion macrostomum (Heckel, 1843)
  - Cyprinion kais (Heckel, 1843)
  - Cyprinion tenuiradius (Heckel, 1846)
  - Cyprinion watsoni (Day, 1872)
  - Cyprinion microphthalmum (Day, 1880)
  - Cyprinion milesi (Boulenger, 1888)
  - Cyprinion acinaces (Banister & Clarke, 1977)
  - Cyprinion mhalensis (Alkahem & Behnke, 1983)
- Aspidoparia (Heckel, 1847)
  - Aspidoparia jaya (Hamilton, 1822)
  - Aspidoparia morar (Hamilton, 1822)
  - Aspidoparia ukhrulensis (Selim & Vishwanath, 2001)
- Hypselobarbus (Bleeker, 1860)
  - Hypselobarbus curmuca (Hamilton, 1807)
  - Hypselobarbus kolus (Sykes, 1839)
  - Hypselobarbus dubius (Day, 1867)
  - Hypselobarbus pulchellus (Day, 1870)
  - Hypselobarbus lithopidos (Day, 1874)
  - Hypselobarbus thomassi (Day, 1874)
  - Hypselobarbus dobsoni (Day, 1876)
  - Hypselobarbus periyarensis (Raj, 1941)
  - Hypselobarbus micropogon (Valenciennes, 1842)
  - Hypselobarbus kurali (Menon & Rema Devi, 1995)
- Aspiorhynchus (Kessler, 1879)
  - Aspiorhynchus laticeps (Day, 1877)
- Atrilinea (Chu, 1935)
  - Atrilinea roulei (Wu, 1931)
  - Atrilinea macrops (Lin, 1931)
  - Atrilinea macrolepis (Song & Fang, 1987)
- Aulopyge (Heckel, 1841)
  - Küllőmárna (Aulopyge huegelii) (Heckel, 1843)
- Kalimantania (Banarescu, 1980)
  - Kalimantania lawak (Bleeker, 1855)
- Kosswigobarbus (Karaman, 1971)
  - Kosswigobarbus kosswigi (Ladiges, 1960)
- Laubuca (Bleeker, 1860)
  - Laubuca insularis (Kottelat, Silva, Maduwage & Meegaskumbura, 2008)
  - Laubuca ruhuna (Kottelat, Silva, Maduwage & Meegaskumbura, 2008)
  - Laubuca varuna (Kottelat, Silva, Maduwage & Meegaskumbura, 2008)
- Barbopsis (Di Caporiacco, 1926)
  - Barbopsis devecchii (Di Caporiacco, 1926)
- Engraulicypris (Günther, 1894)
  - Engraulicypris sardella (Günther, 1868)
- Barboides (Brüning, 1929)
  - Barboides gracilis (Brüning, 1929)
  - Barboides britzi (Conway & Moritz, 2006)
- Erimystax (Jordan, 1882)
  - Erimystax dissimilis (Kirtland, 1840)
  - Erimystax x-punctatus (Hubbs & Crowe, 1956)
  - Erimystax insignis (Hubbs & Crowe, 1956)
  - Erimystax harryi (Hubbs & Crowe, 1956)
  - Erimystax cahni (Hubbs & Crowe, 1956)
- Lepidopygopsis (Raj, 1941)
  - Lepidopygopsis typus (Raj, 1941)
- Lagowskiella (Dybowski, 1916)
  - Lagowskiella poljakowi (Kessler, 1879)
  - Lagowskiella dementjevi (Turdakov & Piskarev, 1954)
- Eirmotus (Schultz, 1959)
  - Eirmotus octozona (Schultz, 1959)
  - Eirmotus isthmus (Tan & Kottelat, 2008)
  - Eirmotus insignis (Tan & Kottelat, 2008)
  - Eirmotus furvus (Tan & Kottelat, 2008)
- Ladislavia (Dybowski, 1869)
  - Ladislavia taczanowskii (Dybowski, 1869)
- Leucalburnus (Berg, 1916)
  - Leucalburnus satunini (Berg, 1910)
- Caecocypris (Banister & Bunni, 1980)
  - Caecocypris basimi (Banister & Bunni, 1980)
- Leptocypris (Boulenger, 1900)
  - Leptocypris niloticus (Joannis, 1835)
  - Leptocypris weynsii (Boulenger, 1899)
  - Leptocypris weeksii (Boulenger, 1899)
  - Leptocypris modestus (Boulenger, 1900)
  - Leptocypris lujae (Boulenger, 1909)
  - Leptocypris guineensis (Daget, 1962)
  - Leptocypris taiaensis (Howes & Teugels, 1989)
  - Leptocypris konkoureensis (Howes & Teugels, 1989)
  - Leptocypris crossensis (Howes & Teugels, 1989)
- Longiculter (Fowler, 1937)
  - Longiculter siahi (Fowler, 1937)
- Capoeta (Valenciennes, 1842)
  - Capoeta capoeta (Güldenstadt, 1772)
  - Capoeta trutta (Heckel, 1843)
  - Capoeta tinca (Heckel, 1843)
  - Capoeta aculeata (Valenciennes, 1844)
  - Capoeta damascina (Valenciennes, 1842)
  - Capoeta javanica (Bleeker, 1855)
  - Capoeta sieboldii (Steindachner, 1864)
  - Capoeta micracanthus (Günther, 1868)
  - Capoeta buhsei (Kessler, 1877)
  - Capoeta barroisi (Lortet, 1894)
  - Capoeta fusca (Nikolskii, 1897)
  - Capoeta angorae (Hankó, 1925)
  - Capoeta pestai (Pietschmann, 1933)
  - Capoeta antalyensis (Battalgil, 1943)
  - Capoeta kosswigi (Karaman, 1969)
  - Capoeta bergamae (Karaman, 1969)
  - Capoeta ekmekciae (Turan, Kottelat, Kirankaya & Engin, 2006)
  - Capoeta banarescui (Turan, Kottelat, Ekmekçi & Imamoglu, 2006)
  - Capoeta baliki (Turan, Kottelat, Ekmekçi & Imamoglu, 2006)
  - Capoeta turani (Özulug & Freyhof, 2008)
  - Capoeta erhani (Turan, Kottelat & Ekmekçi, 2008)
- Capoetobrama (Berg, 1916)
  - Capoetobrama kuschakewitschi (Kessler, 1872)
- Carassioides (Oshima, 1926)
  - Carassioides acuminatus (Richardson, 1846)
  - Carassioides macropterus (Nguyen, 2001)
  - Carassioides argentea (Nguyen, 2001)
- Luciocyprinus (Vaillant, 1904)
  - Luciocyprinus langsoni (Vaillant, 1904)
  - Luciocyprinus striolatus (Cui & Chu, 1986)
- Carasobarbus (Karaman, 1971)
  - Carasobarbus canis (Valenciennes, 1842)
  - Carasobarbus luteus (Heckel, 1843)
  - Carasobarbus chantrei (Sauvage, 1882)
  - Carasobarbus exulatus (Banister & Clarke, 1977)
  - Carasobarbus apoensis (Banister & Clarke, 1977)
- Laocypris (Kottelat, 2000)
  - Laocypris hispida (Kottelat, 2000)
- Araiocypris (Conway & Kottelat, 2008)
  - Araiocypris batodes (Conway & Kottelat, 2008)